# Nova Lacerda
Nova Lacerda est une municipalité brésilienne située dans l'État du Mato Grosso.